# Kanton Agen-Nord-Est
Kanton Agen-Nord-Est (francouzsky Canton d'Agen-Nord-Est) je francouzský kanton v departementu Lot-et-Garonne v regionu Akvitánie. Tvoří ho tři obce.

## Obce kantonu
- Agen (severovýchodní část)
- Bajamont
- Pont-du-Casse